# Gonatocerus tarae
Gonatocerus tarae is een vliesvleugelig insect uit de familie Mymaridae. De wetenschappelijke naam is voor het eerst geldig gepubliceerd in 1961 door Narayanan & Subba Rao.